# Мелехово (Псковский район)
Ме́лехово — деревня в Краснопрудской волости Псковского района Псковской области России.
Расположена в 10 км к востоку от волостного центра Кирово и в 37 км к югу от города Пскова.

## Население
| 2000 | 2001 | 2002 | 2010 |
| ---- | ---- | ---- | ---- |
| 2    | →2   | →2   | ↘0   |

## История
До 31 декабря 2010 года деревня входила в состав ныне упразднённой Москвинской волости.